# Závadka, Michalovce
Závadka este o comună slovacă, aflată în districtul Michalovce din regiunea Košice. Localitatea se află la altitudinea de 110 m deasupra n.m., se întinde pe o suprafață de 5,02 km2 și în 2017 număra 444 de locuitori.

## Istoric
Localitatea Závadka este atestată documentar din 1405.

## Demografie
| An:                | 1994 | 2004   | 2014   | 2024   |
| ------------------ | ---- | ------ | ------ | ------ |
| Număr de persoane: | 412  | 429    | 448    | 426    |
| Diferență:         |      | +4,12% | +4,42% | −4,91% |

| An:                | 2023 | 2024   |
| ------------------ | ---- | ------ |
| Număr de persoane: | 423  | 426    |
| Diferență:         |      | +0,70% |